# テルアトラス山脈

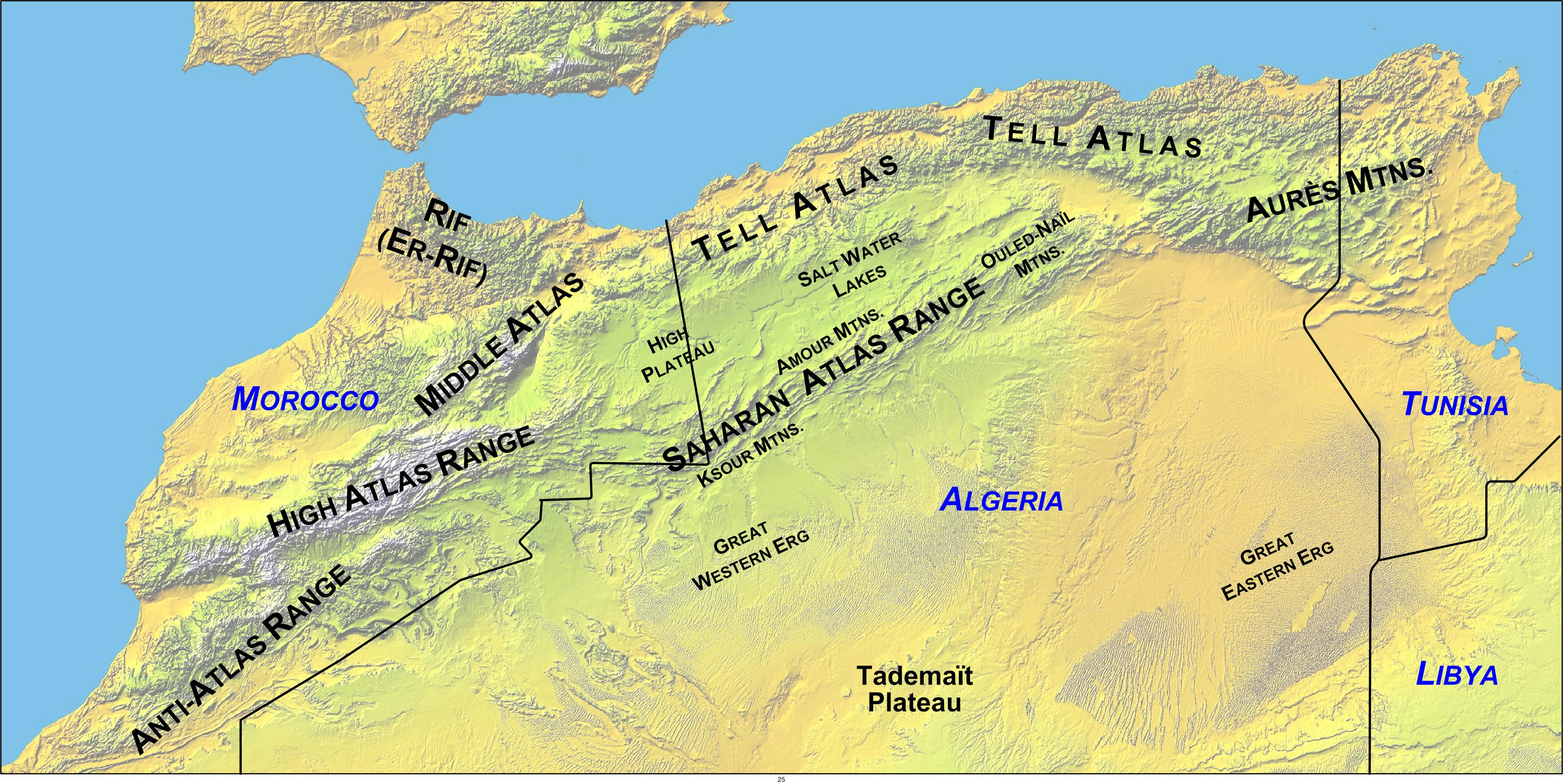
アトラス山脈全体の図。北部の真ん中がテルアトラス。

テルアトラス山脈（英語: Tell Atlas、アラビア語: الاطلس التلي〈al-ʾaṭlas al-tlī〉）とは、アトラス山脈の一部であり、長さは1500km（932マイル）を超える。主にアルジェリア北部に広がり、モロッコ北東部とチュニジア北西部まで続く。
この山脈の範囲の平均標高は約1500m（4900フィート）で、地中海とサハラ砂漠の間の自然の障壁を形成している。この範囲の中で一番標高が高いのはジュルジュラ山脈のララ・ケディジャで標高2308m（7572フィート）である。
また、アルジェリアの首都アルジェ等のいくつかの都市はテルアトラスの麓に存在する。

## 地理
テルアトラスは地中海に沿うようにテルアトラスの南にあるサハラアトラス山脈とハウツ高原平行な形に出来ており、東へ行くにつれ徐々に幅は接近し、最終的にサハラアトラスと合流する。西は、モワヤンアトラス山脈とモロッコのリーフ地方の山地に突き当たり合流する。前述したサハラアトラスとテルアトラスの隙間にはチェリフ川などの幾つもの川や渓谷が存在する。
テルアトラスの南には、オーツ高原（標高1000m）があり、雨季に水が溜まる平坦な地形があり、乾燥すると塩田になる大きな浅い塩湖を形成する。農業には、より水をやりやすい高原地域の草の上で羊や山羊を放牧して飼ったり、いくつかの農業が含まれており乾燥地の大麦もそこで栽培されている。
テルアトラスの範囲を源流とする代表的な川はチェルフ川、メジェルダ川とセイブーズ川などがある。

## 気候と植生
テルアトラスは典型的な地中海性気候で、夏は乾燥して暖かく、冬は穏やかで雨が降り、頂上には雪が降る。
その結果、テルアトラスの北斜面には、固有の植物アビエスヌミディカ、アトラスシダ、マツ、コルクガシが生息している。夏には、暑くて乾燥した風、シロッコがサハラ砂漠からテルアトラスを越えて北に吹き、アフリカの北海岸に沿ってほこりっぽい乾燥した状態を引き起こす。
乾燥した気候にもかかわらず、大麦と小麦などの農業はテルアトラス地域で行われている。
また動物についてはテルアトラス内にあるチッファで絶滅危惧種の霊長類であるバーバリーマカクやマカカシルバヌスの数少ない生息地の5つの内の1つとなっている。